# Alfons Figueras
Alfons Figueras i Fontanals (1922-2009) est un auteur de bande dessinée et animateur espagnol, créateur de nombreuses séries humoristiques à succès. Il n'est pas connu dans le monde francophone.

## Distinction
- 2003 : Prix honorifique Gat-Perich, pour l'ensemble de son œuvre